# Temporada 2015 del Campeonato Mundial de Turismos

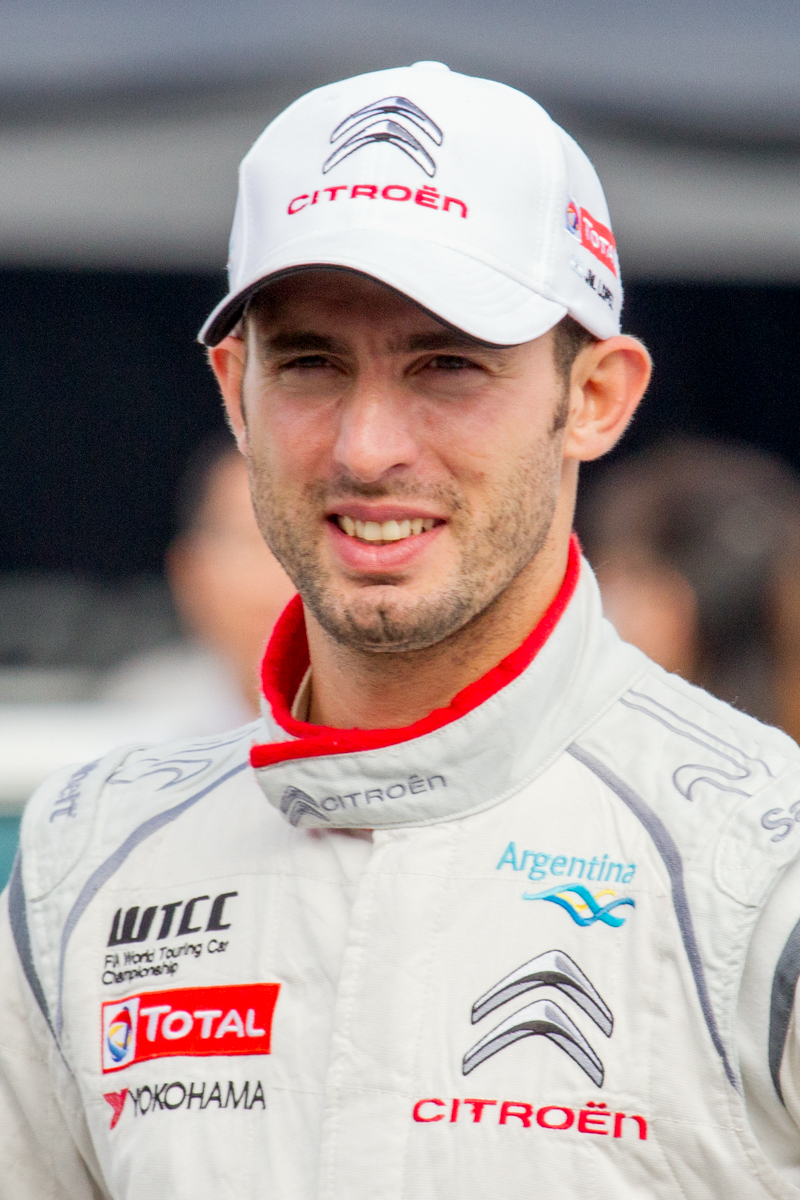
José María López, campeón defensor.

La temporada 2015 del Campeonato Mundial de Turismos fue la duodécima temporada de WTCC y la undécima desde su reaparición en 2005. Constó de 24 carreras, empezando en Argentina en el Autódromo Internacional de Termas de Río Hondo el 7 de marzo y finalizó en Catar, en el Circuito Internacional de Losail.

## Equipos y pilotos
Esta temporada presentó, como el año anterior, la participación de tres escuadras oficiales, pertenecientes a las marcas Citroën, Honda y Lada. A su vez, participaron otros equipos particulares que tomaron partido también por los campeonatos de las copas Yokohama para pilotos y equipos particulares. Cuatro marcas estaban homologadas para competir en este torneo, siendo ellas Citroën, Honda, Lada y Chevrolet, esta última sin equipos oficiales.
| Equipo                          | Automóvil               | No.                    | Pilotos                | Rondas                 |
| Equipos de Fabricantes          | Equipos de Fabricantes  | Equipos de Fabricantes | Equipos de Fabricantes | Equipos de Fabricantes |
| ------------------------------- | ----------------------- | ---------------------- | ---------------------- | ---------------------- |
| Honda Racing Team JAS           | Honda Civic WTCC        | 2                      | Gabriele Tarquini      | Todas                  |
| Honda Racing Team JAS           | Honda Civic WTCC        | 18                     | Tiago Monteiro         | Todas                  |
| Citroën Total WTCC              | Citroën C-Elysée WTCC   | 9                      | Sébastien Loeb         | Todas                  |
| Citroën Total WTCC              | Citroën C-Elysée WTCC   | 33                     | Ma Qing Hua            | Todas                  |
| Citroën Total WTCC              | Citroën C-Elysée WTCC   | 37                     | José María López       | Todas                  |
| Citroën Total WTCC              | Citroën C-Elysée WTCC   | 68                     | Yvan Muller            | Todas                  |
| Lada Sport Rosneft              | Lada Vesta WTCC         | 10                     | Nick Catsburg          | 5-12                   |
| Lada Sport Rosneft              | Lada Vesta WTCC         | 12                     | Robert Huff            | Todas                  |
| Lada Sport Rosneft              | Lada Vesta WTCC         | 14                     | Mikhail Kozlovskiy     | 2-3                    |
| Lada Sport Rosneft              | Lada Vesta WTCC         | 15                     | James Thompson         | 1-3                    |
| Lada Sport Rosneft              | Lada Vesta WTCC         | 46                     | Jaap van Lagen         | 4-8                    |
| Lada Sport Rosneft              | Lada Vesta WTCC         | 47                     | Nicolas Lapierre       | 9-12                   |
| Equipos Independientes          |                         |                        |                        |                        |
| ROAL Motorsport                 | Chevrolet RML Cruze TC1 | 3                      | Tom Chilton            | Todas                  |
| ROAL Motorsport                 | Chevrolet RML Cruze TC1 | 4                      | Tom Coronel            | Todas                  |
| Campos Racing                   | Chevrolet RML Cruze TC1 | 7                      | Hugo Valente           | Todas                  |
| Campos Racing                   | Chevrolet RML Cruze TC1 | 27                     | John Filippi           | Todas                  |
| Campos Racing                   | Chevrolet RML Cruze TC1 | 70                     | Maťo Homola            | 6                      |
| Campos Racing                   | Chevrolet RML Cruze TC1 | 95                     | Nasser Al-Attiyah      | 12                     |
| Campos Racing                   | Chevrolet RML Cruze TC1 | 99                     | Tin Sritrai            | 11                     |
| ALL–INKL.COM Münnich Motorsport | Chevrolet RML Cruze TC1 | 8                      | Sabine Schmitz         | 4                      |
| ALL–INKL.COM Münnich Motorsport | Chevrolet RML Cruze TC1 | 26                     | Stefano D'Aste         | Todas                  |
| Craft Bamboo                    | Chevrolet RML Cruze TC1 | 11                     | Grégoire Demoustier    | Todas                  |
| Zengő Motorsport                | Honda Civic WTCC        | 5                      | Norbert Michelisz      | Todas                  |
| Proteam Racing                  | Honda Civic WTCC        | 98                     | Dušan Borković         | 1-2                    |
| Sébastien Loeb Racing           | Citroën C-Elysée WTCC   | 25                     | Mehdi Bennani          | Todas                  |
| Nika International              | Honda Civic WTCC        | 19                     | Rickard Rydell         | 1, 5, 7, 12            |
| Nika International              | Honda Civic WTCC        | 29                     | Néstor Girolami        | 6, 8                   |

| Leyenda                                    |
| ------------------------------------------ |
| Elegido para puntuar en el Trofeo Yokohama |

- [2][3]

## Calendario
| Ronda | Carrera | Nombre de carrera     | Circuito                                       | Fecha            |
| ----- | ------- | --------------------- | ---------------------------------------------- | ---------------- |
| 1     | 1       | Carrera de Argentina  | Autódromo Internacional de Termas de Río Hondo | 8 de marzo       |
| 1     | 2       | Carrera de Argentina  | Autódromo Internacional de Termas de Río Hondo | 8 de marzo       |
| 2     | 3       | Carrera de Marruecos  | Circuito Internacional Moulay El Hassan        | 17 de abril      |
| 2     | 4       | Carrera de Marruecos  | Circuito Internacional Moulay El Hassan        | 17 de abril      |
| 3     | 5       | Carrera de Hungría    | Hungaroring                                    | 1 de mayo        |
| 3     | 6       | Carrera de Hungría    | Hungaroring                                    | 1 de mayo        |
| 4     | 7       | Carrera de Alemania   | Nürburgring                                    | 15 de mayo       |
| 4     | 8       | Carrera de Alemania   | Nürburgring                                    | 15 de mayo       |
| 5     | 9       | Carrera de Rusia      | Moscow Raceway                                 | 5 de junio       |
| 5     | 10      | Carrera de Rusia      | Moscow Raceway                                 | 5 de junio       |
| 6     | 11      | Carrera de Eslovaquia | Slovakia Ring                                  | 19 de junio      |
| 6     | 12      | Carrera de Eslovaquia | Slovakia Ring                                  | 19 de junio      |
| 7     | 13      | Carrera de Francia    | Circuito Paul Ricard                           | 26 de junio      |
| 7     | 14      | Carrera de Francia    | Circuito Paul Ricard                           | 26 de junio      |
| 8     | 15      | Carrera de Portugal   | Circuito Internacional de Vila Real            | 10 de junio      |
| 8     | 16      | Carrera de Portugal   | Circuito Internacional de Vila Real            | 10 de junio      |
| 9     | 17      | Carrera de Japón      | Twin Ring Motegi                               | 11 de septiembre |
| 9     | 18      | Carrera de Japón      | Twin Ring Motegi                               | 11 de septiembre |
| 10    | 19      | Carrera de China      | Circuito Internacional de Shanghái             | 25 de septiembre |
| 10    | 20      | Carrera de China      | Circuito Internacional de Shanghái             | 25 de septiembre |
| 11    | 21      | Carrera de Tailandia  | Circuito Internacional de Chang                | 30 de octubre    |
| 11    | 22      | Carrera de Tailandia  | Circuito Internacional de Chang                | 30 de octubre    |
| 12    | 23      | Carrera de Catar      | Circuito Internacional de Losail               | 20 de noviembre  |
| 12    | 24      | Carrera de Catar      | Circuito Internacional de Losail               | 20 de noviembre  |

- [1]

## Resultados

### Carreras
| Carrera | Nombre de carrera     | Pole Position     | Vuelta rápida     | Piloto ganador    | Equipo ganador        | Fabricante ganador | Independiente ganador |
| ------- | --------------------- | ----------------- | ----------------- | ----------------- | --------------------- | ------------------ | --------------------- |
| 1       | Carrera de Argentina  | José María López  | José María López  | José María López  | Citroën Total WTCC    | Citroën            | Norbert Michelisz     |
| 2       | Carrera de Argentina  |                   | Sébastien Loeb    | Sébastien Loeb    | Citroën Total WTCC    | Citroën            | Mehdi Bennani         |
| 3       | Carrera de Marruecos  | José María López  | José María López  | José María López  | Citroën Total WTCC    | Citroën            | Mehdi Bennani         |
| 4       | Carrera de Marruecos  |                   | José María López  | Yvan Muller       | Citroën Total WTCC    | Citroën            | Tom Chilton           |
| 5       | Carrera de Hungría    | Yvan Muller       | José María López  | José María López  | Citroën Total WTCC    | Citroën            | Hugo Valente          |
| 6       | Carrera de Hungría    |                   | Gabriele Tarquini | Norbert Michelisz | Zengő Motorsport      | Honda              | Norbert Michelisz     |
| 7       | Carrera de Alemania   | José María López  | José María López  | José María López  | Citroën Total WTCC    | Citroën            | Norbert Michelisz     |
| 8       | Carrera de Alemania   |                   | Yvan Muller       | Yvan Muller       | Citroën Total WTCC    | Citroën            | Mehdi Bennani         |
| 9       | Carrera de Rusia      | Yvan Muller       | Yvan Muller       | Yvan Muller       | Citroën Total WTCC    | Citroën            | Tom Chilton           |
| 10      | Carrera de Rusia      |                   | Robert Huff       | Tiago Monteiro    | Honda Racing Team JAS | Honda              | Norbert Michelisz     |
| 11      | Carrera de Eslovaquia | Yvan Muller       | Yvan Muller       | Yvan Muller       | Citroën Total WTCC    | Citroën            | Hugo Valente          |
| 12      | Carrera de Eslovaquia |                   | Sébastien Loeb    | Sébastien Loeb    | Citroën Total WTCC    | Citroën            | Hugo Valente          |
| 13      | Carrera de Francia    | Sébastien Loeb    | Sébastien Loeb    | Sébastien Loeb    | Citroën Total WTCC    | Citroën            | Tom Chilton           |
| 14      | Carrera de Francia    |                   | José María López  | José María López  | Citroën Total WTCC    | Citroën            | Norbert Michelisz     |
| 15      | Carrera de Portugal   | José María López  | José María López  | José María López  | Citroën Total WTCC    | Citroën            | Norbert Michelisz     |
| 16      | Carrera de Portugal   |                   | Ma Qing Hua       | Ma Qing Hua       | Citroën Total WTCC    | Citroën            | Norbert Michelisz     |
| 17      | Carrera de Japón      | Norbert Michelisz | Gabriele Tarquini | José María López  | Citroën Total WTCC    | Citroën            | Norbert Michelisz     |
| 18      | Carrera de Japón      |                   | Tiago Monteiro    | Tiago Monteiro    | Honda Racing Team JAS | Honda              | Hugo Valente          |
| 19      | Carrera de China      | José María López  | José María López  | José María López  | Citroën Total WTCC    | Citroën            | Mehdi Bennani         |
| 20      | Carrera de China      |                   | Yvan Muller       | Yvan Muller       | Citroën Total WTCC    | Citroën            | Mehdi Bennani         |
| 21      | Carrera de Tailandia  | José María López  | Sébastien Loeb    | José María López  | Citroën Total WTCC    | Citroën            | Mehdi Bennani         |
| 22      | Carrera de Tailandia  |                   | Gabriele Tarquini | Sébastien Loeb    | Citroën Total WTCC    | Citroën            | Tom Chilton           |
| 23      | Carrera de Catar      | José María López  | José María López  | José María López  | Citroën Total WTCC    | Citroën            | Mehdi Bennani         |
| 24      | Carrera de Catar      |                   | Yvan Muller       | Yvan Muller       | Citroën Total WTCC    | Citroën            | Norbert Michelisz     |

### Campeonato de Pilotos
| Pos. | Piloto              | ARG | ARG | MAR | MAR | HUN | HUN | GER  | GER | RUS | RUS | SVK  | SVK | FRA | FRA | POR  | POR | JPN | JPN | CHN  | CHN | THA  | THA | QAT | QAT | Puntos |
| ---- | ------------------- | --- | --- | --- | --- | --- | --- | ---- | --- | --- | --- | ---- | --- | --- | --- | ---- | --- | --- | --- | ---- | --- | ---- | --- | --- | --- | ------ |
| 1    | José María López    | 1   | 2   | 1   | 3   | 13  | 6   | 1    | 2   | 2   | 12  | 2    | 2   | 3   | 1   | 1    | 5   | 12  | Ret | 1    | 3   | 1    | 3   | 1   | 8   | 475    |
| 2    | Yvan Muller         | 2   | 11  | 5   | 1   | 21  | 7   | 3    | 1   | 1   | 6   | 1    | 3   | 2   | 4   | 7    | 2   | 5   | 15† | 25   | 1   | Ret3 | Ret | 6   | 1   | 357    |
| 3    | Sébastien Loeb      | 3   | 1   | 3   | 2   | 64  | 5   | 23   | 5   | 9   | 7   | 3    | 1   | 1   | Ret | 2    | 15† | 63  | 4   | 34   | 4   | 2    | 1   | 43  | 4   | 356    |
| 4    | Ma Qing Hua         | 74  | 6   | 23  | 10  | 45  | 9   | 5    | Ret | 5   | 5   | Ret  | Ret | 4   | 3   | 6    | 1   | 45  | 5   | 10†2 | 8   | 34   | 2   | 5   | 2   | 241    |
| 5    | Gabriele Tarquini   | 5   | 4   | 7   | 5   | DSQ | 13  | 6    | 4   | 3   | Ret | 6    | 4   | 8   | 5   | 45   | 3   | 3   | 12  | Ret  | 2   | 5    | 5   | 15  | 7   | 197    |
| 6    | Norbert Michelisz   | 6   | 7   | 8   | 11  | 8   | 1   | 4    | Ret | 7   | 3   | Ret  | 8   | 6   | 2   | 34   | 4   | 21  | 14† | 6    | 11  | Ret  | 12  | 7   | 3   | 193    |
| 7    | Tiago Monteiro      | 45  | 3   | 6   | Ret | 5   | 4   | Ret  | 3   | 8   | 1   | 8    | 9   | 7   | Ret | 5    | Ret | 9   | 1   | 7    | 6   | 7    | DSQ | 8   | 9   | 177    |
| 8    | Mehdi Bennani       | 13  | 5   | 42  | 12  | 11  | Ret | 7    | 6   | 14  | Ret | Ret  | 7   | 9   | 9   | 11   | 10  | 74  | 10  | 5    | 7   | 45   | 7   | 2   | 5   | 127    |
| 9    | Hugo Valente        | Ret | DNS | 154 | 9   | 32  | 8   | Ret2 | DNS | 12  | 8   | 5    | 5   | Ret | 6   | Ret3 | 7   | 10  | 2   | 8    | Ret | Ret  | DNS | 34  | 6   | 120    |
| 10   | Robert Huff         | Ret | Ret | 10  | Ret | 9   | Ret | Ret  | 7   | 4   | 2   | 4    | Ret | Ret | DNS | 10   | 9   | 8   | 3   | Ret  | 5   | 6    | 6   | 12  | Ret | 103    |
| 11   | Tom Chilton         | 8   | 8   | 145 | 4   | 7   | 3   | 9    | DNS | 65  | 9   | 7    | Ret | 5   | 8   | 14   | 13  | Ret | 6   | Ret  | DNS | 11†  | 4   | 13  | 13  | 96     |
| 12   | Nick Catsburg       |     |     |     |     |     |     |      |     | 11  | 4   | Ret5 | Ret | Ret | 12  | 9    | 6   | Ret | Ret | 43   | Ret | Ret  | DNS | 95  | Ret | 41     |
| 13   | Tom Coronel         | 14† | Ret | Ret | Ret | 10  | 2   | Ret  | 8   | 17† | 10  | 9    | 10  | 12  | 7   | 12   | 11  | Ret | 7   | Ret  | DNS | Ret  | DNS | 11  | 12  | 39     |
| 14   | Stefano D'Aste      | 9   | Ret | 9   | 6   | 14  | 12  | 8    | Ret | 16  | 14  | 11   | 12  | 14  | 15† | 13   | Ret | 14  | 9   | 9    | 13† | 8    | 8   | 17  | Ret | 28     |
| 15   | Jaap van Lagen      |     |     |     |     |     |     | 11   | 9   | 10  | Ret | NC   | 6   | 10  | 11  | 8    | Ret |     |     |      |     |      |     |     |     | 16     |
| 16   | Nicolas Lapierre    |     |     |     |     |     |     |      |     |     |     |      |     |     |     |      |     | 11  | 8   | DSQ  | 9   | Ret  | DNS | 10  | 10  | 8      |
| 17   | James Thompson      | NC  | Ret | 11  | 7   | DNS | DNS |      |     |     |     |      |     |     |     |      |     |     |     |      |     |      |     |     |     | 6      |
| 18   | John Filippi        | Ret | 12  | 13  | 8   | 13  | 11  | 12   | 10  | NC  | 15  | 12   | 14  | 15  | 13  | 15   | 14  | 13  | 11  | NC   | 10  | Ret  | 11  | 14  | 15  | 6      |
| 19   | Néstor Girolami     |     |     |     |     |     |     |      |     |     |     | 10   | 11  |     |     | DSQ  | 8   |     |     |      |     |      |     |     |     | 5      |
| 20   | Grégoire Demoustier | 12  | 10  | Ret | Ret | 12  | 10  | 13   | 12  | 15  | 13  | Ret  | 13  | 13  | 14  | 16   | 12  | 12  | 13  | Ret  | 12  | 9    | 10  | 18† | 11  | 5      |
| 21   | Rickard Rydell      | 10  | 9   |     |     |     |     |      |     | 13  | 11  |      |     | 11  | 10  |      |     |     |     |      |     |      |     |     |     | 4      |
| 22   | Tin Sritrai         |     |     |     |     |     |     |      |     |     |     |      |     |     |     |      |     |     |     |      |     | 10   | 9   |     |     | 3      |
| 23   | Sabine Schmitz      |     |     |     |     |     |     | 10   | 11  |     |     |      |     |     |     |      |     |     |     |      |     |      |     |     |     | 1      |
| —    | Dušan Borković      | 11  | Ret | DNS | DNS |     |     |      |     |     |     |      |     |     |     |      |     |     |     |      |     |      |     |     |     | 0      |
| —    | Mikhail Kozlovskiy  |     |     | 12  | Ret | Ret | Ret |      |     |     |     |      |     |     |     |      |     |     |     |      |     |      |     |     |     | 0      |
| —    | Maťo Homola         |     |     |     |     |     |     |      |     |     |     | 13   | 15  |     |     |      |     |     |     |      |     |      |     |     |     | 0      |
| —    | Nasser Al-Attiyah   |     |     |     |     |     |     |      |     |     |     |      |     |     |     |      |     |     |     |      |     |      |     | 16  | 14  | 0      |
| Pos. | Piloto              | ARG | ARG | MAR | MAR | HUN | HUN | GER  | GER | RUS | RUS | SVK  | SVK | FRA | FRA | POR  | POR | JPN | JPN | CHN  | CHN | THA  | THA | QAT | QAT | Puntos |

### Campeonato de Fabricantes
| Pos. | Piloto  | ARG | ARG | MAR | MAR | HUN | HUN | GER | GER | RUS | RUS | SVK | SVK | FRA | FRA | POR | POR | JPN | JPN | CHN  | CHN | THA | THA | QAT | QAT | Puntos |
| ---- | ------- | --- | --- | --- | --- | --- | --- | --- | --- | --- | --- | --- | --- | --- | --- | --- | --- | --- | --- | ---- | --- | --- | --- | --- | --- | ------ |
| 1    | Citroën | 1   | 1   | 1   | 1   | 1   | 5   | 1   | 1   | 1   | 5   | 1   | 1   | 1   | 1   | 1   | 1   | 12  | 4   | 1    | 1   | 1   | 1   | 1   | 1   | 1069   |
| 1    | Citroën | 2   | 2   | 2   | 2   | 2   | 6   | 2   | 2   | 2   | 6   | 2   | 2   | 2   | 3   | 2   | 2   | 43  | 5   | 2    | 3   | 2   | 2   | 2   | 2   | 1069   |
| 2    | Honda   | 43  | 3   | 63  | 5   | 53  | 1   | 43  | 3   | 3   | 1   | 65  | 4   | 63  | 2   | 3   | 3   | 21  | 1   | 65   | 2   | 54  | 5   | 74  | 3   | 721    |
| 2    | Honda   | 54  | 4   | 74  | 11  | 85  | 4   | 65  | 4   | 75  | 3   | 8   | 8   | 74  | 5   | 4   | 4   | 34  | 12  | 7    | 6   | 75  | 12  | 85  | 7   | 721    |
| 3    | Lada    | NC5 | Ret | 105 | 7   | 94  | Ret | 114 | 7   | 4   | 2   | 43  | 6   | 105 | 11  | 85  | 6   | 85  | 3   | 43   | 5   | 63  | 6   | 93  | 10  | 360    |
| 3    | Lada    | Ret | Ret | 11  | Ret | Ret | Ret | Ret | 9   | 10  | 4   | NC4 | Ret | Ret | 12  | 9   | 9   | 11  | 8   | Ret4 | 9   | Ret | DNS | 10  | Ret | 360    |
| Pos. | Piloto  | ARG | ARG | MAR | MAR | HUN | HUN | GER | GER | RUS | RUS | SVK | SVK | FRA | FRA | POR | POR | JPN | JPN | CHN  | CHN | THA | THA | QAT | QAT | Puntos |

#### Trofeo Yokohama de Independientes
| Pos. | Piloto              | ARG | ARG | MAR | MAR | HUN | HUN | GER | GER | RUS | RUS | SVK | SVK | FRA | FRA | POR | POR | JPN | JPN | CHN | CHN | THA | THA | QAT | QAT | Puntos |
| ---- | ------------------- | --- | --- | --- | --- | --- | --- | --- | --- | --- | --- | --- | --- | --- | --- | --- | --- | --- | --- | --- | --- | --- | --- | --- | --- | ------ |
| 1    | Norbert Michelisz   | 6   | 7   | 8   | 11  | 8   | 1   | 4   | Ret | 7   | 3   | Ret | 8   | 6   | 2   | 3   | 4   | 2   | 14  | 6   | 11  | Ret | 12  | 7   | 3   | 168    |
| 2    | Mehdi Bennani       | 13  | 5   | 4   | 12  | 11  | Ret | 7   | 6   | 14  | Ret | Ret | 7   | 9   | 9   | 11  | 10  | 7   | 10  | 5   | 7   | 4   | 7   | 2   | 5   | 164    |
| 3    | Tom Chilton         | 8   | 8   | 14  | 4   | 7   | 3   | 9   | DNS | 6   | 9   | 7   | Ret | 5   | 8   | 14  | 13  | Ret | 6   | Ret | DNS | Ret | 4   | 13  | 13  | 127    |
| 4    | Hugo Valente        | Ret | DNS | 15  | 9   | 3   | 8   | Ret | DNS | 12  | 8   | 5   | 5   | Ret | 6   | Ret | 7   | 10  | 2   | 8   | Ret | Ret | DNS | 3   | 6   | 118    |
| 5    | Stefano D'Aste      | 9   | Ret | 9   | 6   | 14  | 12  | 8   | Ret | 16  | 14  | 11  | 12  | 14  | 15  | 13  | Ret | 14  | 9   | 9   | 13  | 8   | 8   | 17  | Ret | 90     |
| 6    | Tom Coronel         | 14  | Ret | Ret | Ret | 10  | 2   | Ret | 8   | 17† | 10  | 9   | 10  | 12  | 7   | 12  | 11  | Ret | 7   | Ret | DNS | Ret | DNS | 11  | 12  | 77     |
| 7    | Grégoire Demoustier | 12  | 10  | Ret | Ret | 12  | 10  | 13  | 12  | 15  | 13  | Ret | 13  | 13  | 14  | 16  | 12  | 12  | 13  | Ret | 12  | 9   | 10  | 18  | 11  | 72     |
| 8    | John Filippi        | Ret | 12  | 13  | 8   | 13  | 11  | 12  | 10  | NC  | 15  | 12  | 14  | 15  | 13  | 15  | 14  | 13  | 11  | Ret | 10  | Ret | 11  | 14  | 15  | 70     |
| 9    | Tin Sritrai         |     |     |     |     |     |     |     |     |     |     |     |     |     |     |     |     |     |     |     |     | 10  | 9   |     |     | 10     |
| 10   | Sabine Schmitz      |     |     |     |     |     |     | 10  | 11  |     |     |     |     |     |     |     |     |     |     |     |     |     |     |     |     | 9      |
| 11   | Dušan Borković      | 11  | Ret | DNS | DNS |     |     |     |     |     |     |     |     |     |     |     |     |     |     |     |     |     |     |     |     | 5      |
| 12   | Maťo Homola         |     |     |     |     |     |     |     |     |     |     | 13  | 15  |     |     |     |     |     |     |     |     |     |     |     |     | 4      |
| 13   | Nasser Al-Attiyah   |     |     |     |     |     |     |     |     |     |     |     |     |     |     |     |     |     |     |     |     |     |     | 16  | 14  | 3      |
| Pos. | Piloto              | ARG | ARG | MAR | MAR | HUN | HUN | GER | GER | RUS | RUS | SVK | SVK | FRA | FRA | POR | POR | JPN | JPN | CHN | CHN | THA | THA | QAT | QAT | Puntos |

#### Trofeo Yokohama de Equipos Independientes
| Pos. | Piloto                          | ARG | ARG | MAR | MAR | HUN | HUN | GER | GER | RUS | RUS | SVK | SVK | FRA | FRA | POR | POR | JPN | JPN | CHN | CHN | THA | THA | QAT | QAT | Puntos |
| ---- | ------------------------------- | --- | --- | --- | --- | --- | --- | --- | --- | --- | --- | --- | --- | --- | --- | --- | --- | --- | --- | --- | --- | --- | --- | --- | --- | ------ |
| 1    | ROAL Motorsport                 | 8   | 8   | 14  | 4   | 7   | 2   | 9   | 8   | 6   | 9   | 7   | 10  | 5   | 7   | 12  | 11  | Ret | 6   | Ret | DNS | Ret | 4   | 11  | 12  | 193    |
| 1    | ROAL Motorsport                 | 14  | Ret | Ret | Ret | 10  | 3   | Ret | DNS | 17† | 10  | 9   | Ret | 12  | 8   | 14  | 13  | Ret | 7   | Ret | DNS | Ret | DNS | 13  | 13  | 193    |
| 2    | Campos Racing                   | Ret | 12  | 13  | 8   | 3   | 8   | 12  | 10  | 12  | 8   | 5   | 5   | 15  | 6   | 15  | 7   | 10  | 2   | 8   | 10  | 10  | 9   | 3   | 6   | 181    |
| 2    | Campos Racing                   | Ret | DNS | 15  | 9   | 13  | 11  | Ret | DNS | NC  | 15  | 12  | 14  | Ret | 13  | Ret | 14  | 13  | 11  | Ret | Ret | Ret | 11  | 14  | 14  | 181    |
| 3    | Zengő Motorsport                | 6   | 7   | 8   | 11  | 8   | 1   | 4   | Ret | 7   | 3   | Ret | 8   | 6   | 2   | 3   | 4   | 2   | 14  | 6   | 11  | Ret | 12  | 7   | 3   | 161    |
| 4    | Sébastien Loeb Racing           | 13  | 5   | 4   | 12  | 11  | Ret | 7   | 6   | 14  | Ret | Ret | 7   | 9   | 9   | 11  | 10  | 7   | 10  | 5   | 7   | 4   | 7   | 2   | 5   | 150    |
| 5    | ALL-INKL.COM Münnich Motorsport | 9   | Ret | 9   | 6   | 14  | 12  | 8   | 11  | 16  | 14  | 11  | 12  | 14  | 15† | 13  | Ret | 14  | 9   | 9   | 13  | 8   | 8   | 17  | Ret | 92     |
| 5    | ALL-INKL.COM Münnich Motorsport |     |     |     |     |     |     | 10  | Ret |     |     |     |     |     |     |     |     |     |     |     |     |     |     |     |     | 92     |
| 6    | Craft-Bamboo                    | 12  | 10  | Ret | Ret | 12  | 10  | 13  | 12  | 15  | 13  | Ret | 13  | 13  | 14  | 16  | 12  | 12  | 13  | Ret | 12  | 9   | 10  | 18  | 11  | 64     |
| 7    | Nika International              | 10  | 9   |     |     |     |     |     |     | 13  | 11  | 10  | 11  | 11  | 10  | DSQ | 8   |     |     |     |     |     |     |     |     | 42     |
| 8    | Proteam Racing                  | 11  | Ret | DNS | DNS |     |     |     |     |     |     |     |     |     |     |     |     |     |     |     |     |     |     |     |     | 4      |
| Pos. | Piloto                          | ARG | ARG | MAR | MAR | HUN | HUN | GER | GER | RUS | RUS | SVK | SVK | FRA | FRA | POR | POR | JPN | JPN | CHN | CHN | THA | THA | QAT | QAT | Puntos |